# Metopodicha longicornis
Metopodicha longicornis är en fjärilsart som beskrevs av Charles Boursin 1957. Metopodicha longicornis ingår i släktet Metopodicha och familjen nattflyn. Inga underarter finns listade i Catalogue of Life.